# Provincia del Sud (Sierra Leone)
La provincia del Sud è una delle tre provincie della Sierra Leone. Copre un'area di 19.694 km² ed ha una popolazione di 1.438.572 abitanti (secondo il censimento del 2015). Il suo centro amministrativo è Bo.

## Distretti
La provincia è divisa in quattro distretti:
- Distretto di Bo con capoluogo Bo
- Distretto di Bonthe con capoluogo Bonthe
- Distretto di Moyamba con capoluogo Moyamba
- Distretto di Pujehun con capoluogo Pujehun